# Lijst van Belgische brassbands
Dit is een lijst van Belgische brassbands gesorteerd naar vestigingsplaats.

## A
- Koninklijke Brassband Alsemberg
- A.M.Brass, Antwerpen
- Metropole Brass Band, Antwerpen (opgeheven)
- Brass Band Scaldis, Antwerpen Hoboken

## B
- Brass Band Midden-Brabant (BBMB) (opgeheven)
- Brassband Buizingen vzw., Buizingen
- Brass a Musica
- Brassband Burgipja, Burcht (opgeheven)
- Brassband Borderbrass
- Mercator brassband, Boom

## E
- Noord-Limburgse Brassband (NLBB) Eksel (opgeheven)
- United Brass, Everberg en Veltem-Beisem

## G
- Brassband "Panta Rhei", Gent
- Brass Band Gent, Gent
- Brass Band Leieland, Gullegem
- Gustave Brass Band [fr]

## H
- Braz'art Harelbeke
- Brass Band Hageland
- Brass Band Haspengouw
- Brass Band Heist
- Brassband St. Cecilia Hombeek
- Brassband BorderBrass, Hoogstraten

## K
- Brassband Kapelle-op-den-Bos, Kapelle-op-den-Bos (opgeheven in 2022)
- Kortrijk Brass Band (KBB), Kortrijk

## L
- Brassband Leest
- Brassband Lembeek

## M
- Brassband Euterpe Merchtem, Merchtem

## R
- Brassband Retie, Retie (opgeheven)
- Brassband Condor, Rijkevorsel
- Brassband Hageland, Rotselaar (opgeheven)
- Brassband Haspengouw, Rummen
- Brassband Strijd naar't Recht, Rupelmonde

## S
- Brassband Bacchus, Sint-Martens-Lennik
- "De Grensbewoners", Smeermaas
- Brassband Steendorp, Steendorp

## T
- Bravoer, Tervuren
- Koninklijke Fanfare Brass Band Kempenzonen, Tielen
- Brass band Thudinie

## V
- Brassband De Kempengalm, Vlimmeren

## W
- Brassband Willebroek, Willebroek
- Brassband Brass a Musica, Wolfsdonk
- Brassband Wortel

## Z
- Brassband Zele, Zele
- Brassband "Festival", Zemst-Laar
- Brassband Zuid-Limburg, Borgloon